# Bai Bureh Warriors FC
Der Bai Bureh Warriors Football Club ist ein 1954 gegründeter sierra-leonischer Fußballverein aus Port Loko. Aktuell (Stand März 2024) spielt der Verein in der ersten Liga.

## Stadion
Der Verein trägt seine Heimspiele im Port Loko Field in Port Loko aus. Das Stadion hat ein Fassungsvermögen von 1500 Personen.